# Aiglemont
Aiglemont település Franciaországban, Ardennes megyében. Lakosainak száma 1675 fő (2022. január 1.). Aiglemont Charleville-Mézières, La Grandville, Montcy-Notre-Dame, Neufmanil és Nouzonville községekkel határos.

## Népesség
A település népességének változása:
| Lakosok száma | 1304 | 1614 | 1804 | 1594 | 1672 | 1672 | 1634 | 1637 | 1642 | 1675 |
|               | 1968 | 1982 | 1990 | 2006 | 2013 | 2015 | 2017 | 2019 | 2020 | 2022 |